# 雷建国 (1962年)
雷建国（1962年10月—），男，汉族，山西平鲁人，中华人民共和国政治人物。在职研究生学历，哲学博士学位，现任山西省文物局局长、党组书记。

## 生平
1980年9月进入山西大学政治经济学专业学习，1984年8月毕业。同月参加工作，任平鲁县委党校教师、教务处主任。1986年3月加入中国共产党。1988年9月进入中央党校研究生班政治经济学专业学习，1990年7月获经济学硕士学位。1991年1月任平鲁县委党校副校长。
1991年7月任朔州市经济研究中心体改研究室主任。1993年4月任朔州市体改委副主任。1995年9月任朔州市委讲师团团长。
1997年7月，任朔州市委宣传部副部长兼讲师。1999年6月，任朔州市委宣传部部长兼讲师团团长。2001年8月，任朔州市委宣传部部长（其间1998年7月至2002年6月，吉林大学马克思主义哲学专业学习，获哲学博士学位）。2003年6月，任朔州市委常委、宣传部部长。2006年9月，任朔州市委常委、副市长。
2011年4月，任吕梁市委常委、副市长。2012年5月，任吕梁市委常委、纪委书记。2014年5月，任吕梁市委副书记。2016年9月，任吕梁市委副书记、宣传部部长。
2017年7月，任山西省文物局局长、党组书记。